# Exochus ozanus
Exochus ozanus là một loài tò vò trong họ Ichneumonidae.